# Woppenroth
Woppenroth település Németországban, Rajna-vidék-Pfalz tartományban. Lakosainak száma 218 fő (2023. december 31.). Woppenroth Rohrbach és Kellenbach községekkel határos.

## Népesség
A település népességének változása:
| Lakosok száma | 252  | 247  | 243  | 230  | 225  | 218  |
|               | 1975 | 2017 | 2019 | 2021 | 2022 | 2023 |